# Государственный комитет Совета министров СССР по делам издательств, полиграфии и книжной торговли
Госуда́рственный комите́т Сове́та мини́стров СССР по дела́м изда́тельств, полигра́фии и кни́жной торго́вли (Госкомизда́т) — государственный орган СССР, руководивший издательским делом, полиграфической промышленностью и книжной торговлей, а также осуществлявший цензурные функции. Основан в 1949 году. Ликвидирован в 1991 году.

## История
6 февраля 1949 года в соответствии с постановлением Совета Министров СССР издательско-производственный комплекс «Объединение государственных книжно-журнальных издательств» был преобразован в Гла́вное управле́ние по дела́м полиграфи́ческой промы́шленности, изда́тельств и кни́жной торго́вли (Главполиграфизда́т).
28 марта 1953 года в соответствии с постановлением Совета Министров СССР Главполиграфиздат вошёл в состав Министерства культуры СССР и был переименован в Гла́вное управле́ние изда́тельств, полиграфи́ческой промы́шленности и кни́жной торго́вли (Главизда́т).
В 1954 году Главиздат разделяется на Гла́вное управле́ние изда́тельств (Главизда́т), Гла́вное управле́ние полиграфи́ческой промы́шленности (Главполиграфпро́м) и  Гла́вное управле́ние кни́жной торго́вли (Главкнигото́рг). 28 августа 1957 года в соответствии с приказом министра культуры СССР Главиздат был преобразован в Отде́л изда́тельств Министе́рства культу́ры СССР. 11 мая 1959 года Главиздат, Главполиграфпром и Главкнигторг снова объединяются в Гла́вное управле́ние изда́тельств, полигра́фии и кни́жной торго́вли (Главизда́т).
10 августа 1963 года в соответствии с указом Президиума Верховного Совета СССР Главиздат был преобразован в Госуда́рственный комите́т Сове́та мини́стров СССР по печа́ти (Госкомпеча́ть).
В 1963 году в ведомство Госкомпечати от 48 министерств, комитетов и других ведомств перешло 62 издательства (некоторые из которых были объединены так, что осталось 36 издательств: «Издательство политической литературы», «Мысль», «Экономика», «Наука», «Машиностроение», «Металлургия», «Медицина», «Художественная литература», «Мир», «Прогресс», «Книга» и несколько других), 90 полиграфических предприятий, Всесоюзная книжная палата, Всесоюзный НИИ полиграфической промышленности, Всесоюзное объединение книжной торговли, Центральная оптовая книжная база, Центральный коллектор научных библиотек, Книжная экспедиция и множество других организаций и предприятий. Некоторые издательства, например, «Воениздат», «Профиздат», «Гидрометеоиздат», «Молодая гвардия», «Знание» и другие, остались вне ведомства Госкомпечати. В том году общее число работающих в издательствах, типографиях, научно-исследовательских учреждениях и организациях книжной торговли в ведомстве Госкомпечати составило 85,5 тыс. человек, выпуск центральными издательствами книг по номиналу — 283 млн руб., товарооборот книжной торговли — 400 млн. руб.
В 1966 году была основана газета «Книжное обозрение» — еженедельный печатный орган Госкомпечати.
1 августа 1972 года в соответствии с указом Президиума Верховного Совета СССР Госкомпечать был преобразован в Госуда́рственный комите́т Сове́та мини́стров СССР по дела́м изда́тельств, полигра́фии и кни́жной торго́вли (Госкомизда́т). 5 июля 1978 года в соответствии с законом Верховного Совета СССР Госкомиздат был переименован в Госуда́рственный комите́т СССР по дела́м изда́тельств, полигра́фии и кни́жной торго́вли. 27 июня 1989 года в соответствии с законом Верховного Совета СССР Госкомиздат был переименован в Госуда́рственный комите́т СССР по печа́ти (Госкомпеча́ть). 1 апреля 1991 года Госкомпечать был преобразован в Министе́рство информа́ции и печа́ти СССР.

## Руководители
- 1949—1963 — Леонид Павлович Грачев
- 1963—1965 — Павел Константинович Романов
- 1965—1970 — Николай Александрович Михайлов
- 1970—1982 — Борис Иванович Стукалин
- 1982—1986 — Борис Николаевич Пастухов
- 1986—1989 — Михаил Фёдорович Ненашев
- 1989—1990 — Николай Иванович Ефимов
- 1990—1991 — Михаил Фёдорович Ненашев